# 数井えりさ
数井 えりさ（かずい えりさ、11月16日 - ）は、テレビ山口 (tys) の元アナウンサー。大阪府出身。
上智大学外国語学部英語学科在学中、公益財団法人日本さくらの会が2年に一度選出する「日本さくらの女王」に選ばれたことがあり、首相官邸への表敬訪問業務などに従事していた。また2010年には、TOKYO MXの『U・LA・LA@7』に日替わりアシスタントの1人として出演していた（月曜担当）。
報道に携わる中で「命にかかわる仕事がしたい」との思いから医学部受験を志望しtysを退職。26歳で兵庫医科大学医学部に合格した。

## 担当番組
- tysスーパー編集局[1]
- tysニュース[1]
- じゃんぷ!山口[1]
- 残暑を乗り切れ！石塚英彦の中四国 肉ざんまい（山陽放送・中国放送・テレビ山口・あいテレビ） - 山口県担当リポーター[7]
- 週末ちぐまや家族[8]